# 拉弗亚德昂韦济
拉弗亚德昂韦济（法語：Lafeuillade-en-Vézie，法語發音：[lafœjad ɑ̃ vezi]）是法国康塔尔省的一个市镇，位于该省西南部，属于欧里亚克区。

## 地理
拉弗亚德昂韦济（44°47'21"N, 2°27'36"E）面积16.54 平方千米，位于法国奥弗涅-罗讷-阿尔卑斯大区康塔爾省，该省份为法国中南部省份，位于法國中央高原中心，北起科雷兹省、上盧瓦爾省和多姆山省，西接洛特省和科雷兹省，南至阿韦龙省和洛特省，东临上盧瓦爾省和洛泽尔省。
与拉弗亚德昂韦济接壤的市镇（或旧市镇、城区）包括：拉卡佩勒-代勒弗赖斯、拉迪尼亚克、马科莱斯、普吕内、罗阿讷圣马里、拉贝瑟雷特。

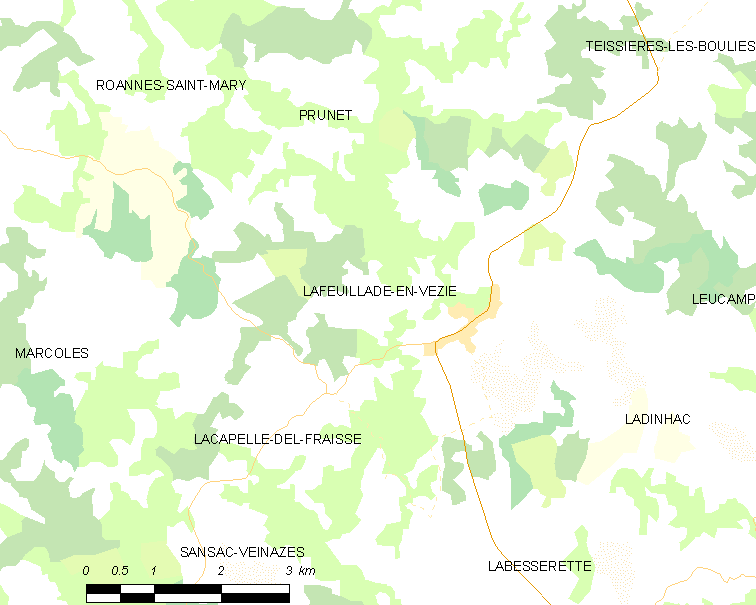
拉弗亚德昂韦济的OSM定位图

拉弗亚德昂韦济的时区为UTC+01:00、UTC+02:00（夏令时）。

## 行政
拉弗亚德昂韦济的邮政编码为15130，INSEE市镇编码为15090。

## 政治
拉弗亚德昂韦济所属的省级选区为塞尔河畔阿尔帕容县。

## 人口

1962-2008年间拉弗亚德昂韦济人口变化图示

拉弗亚德昂韦济于2022年1月1日时的人口数量为591人。